# نيكي لان
نيكي لان (بالإنجليزية: Nikki Lane)‏ هي مغنية مؤلفة أمريكية، ولدت في 17 أكتوبر 1983 في غرينفيل في الولايات المتحدة.

## وصلات خارجية
- نيكي لين على موقع ميوزك برينز (الإنجليزية)
- نيكي لين على موقع أول ميوزيك (الإنجليزية)
- نيكي لين على موقع ديسكوغز (الإنجليزية)